# Perrysburg (Ohio)
Perrysburg est une ville du comté de Wood, dans l’État de l’Ohio. Lors du recensement de 2010, sa population s’élevait à 20 623 habitants. Sa superficie totale est de 29,81 km2.